# 金门行政公署
金门行政公署，后改称金门特别区公署，是汪精卫政权厦门特别市下辖的一个行政机构。
1937年10月28日，日军完全占领金门；11月1日，分别在后埔、砂美成立临时地方维持会。1938年11月18日，上述两个临时地方维持会合并为金门治安维持会。1939年9月，金门划归厦门特别市政府管辖。金门治安维持会改组为金门行政公署（后改称金门特别区公署），王廷植为署长。1945年9月抗日战争结束后，该机构被撤销。